# Daniel Rottmann
Daniel Rottmann (* 21. Oktober 1969 in Lübeck-Travemünde) ist ein deutscher evangelischer Theologe und Politiker der Alternative für Deutschland (ehemals PBC, ehemals AUF – Partei). Von 2016 bis 2021 war er Abgeordneter im Landtag von Baden-Württemberg.

## Leben
Daniel Rottmann wuchs in Freudenstadt im Schwarzwald auf, wo er 1989 sein Abitur ablegte. Im gleichen Jahr leistete er seinen Wehrdienst als Sanitäter in Stetten am kalten Markt und Calw ab. Ab 1990 studierte er evangelische Theologie am Theologischen Seminar Ewersbach der Freien evangelischen Gemeinden (FeG). In Hamburg absolvierte er 1995 sein Vikariat. Im Jahre 1998 begann er seine Ausbildung zum Buchhändler und arbeitete dann ab 2007 fünf Jahre lang als Filialleiter. Nach Ulm kam Daniel Rottmann 2013 als stellvertretender Filialleiter bei der Buchhandelskette Gondrom. Zuletzt arbeitet er im Lebensmitteleinzelhandel.
Rottmann ist ledig und wohnt seit 2013 in Ulm.

## Politik
Seit 1994 ist Rottmann politisch aktiv. Bevor er Mitglied der Alternative für Deutschland wurde, engagierte er sich ab 1994 bei den christlichen Kleinparteien Partei Bibeltreuer Christen (PBC) und ab 2008 bei AUF – Partei für Arbeit, Umwelt und Familie.
1996 bis 1997 war er stellvertretender Landesvorsitzender der PBC in Hamburg sowie deren Wahlkampfkoordinator. Ein Jahr später wurde er stellvertretender Landesvorsitzender der PBC in Schleswig-Holstein und blieb dies bis 2002.
2008 gehörte er zu den Gründern der Partei AUF – Partei für Arbeit, Umwelt und Familie. Er wurde auch hier Stellvertretender Landesvorsitzender in Schleswig-Holstein. 2012 wurde Rottmann Beisitzer im Bundesvorstand von AUF.
Im Mai 2014 trat er in die AfD ein. Als AfD-Kandidat wurde Rottmann bei der Landtagswahl in Baden-Württemberg 2016 mit 15,9 Prozent der Stimmen im Wahlkreis Ehingen in den Landtag von Baden-Württemberg gewählt. Kurz danach, im April 2016, hatte er sein erstes Bürgerbüro in Ulm-Söflingen eröffnet. Auf dieses wurden mehrfach von Unbekannten Anschläge verübt.
Im Landtag von Baden-Württemberg war Rottmann Vorsitzender des Wahlprüfungsausschusses und Mitglied im Petitionsausschuss.
Einem breiteren Publikum wurde Rottmann im Juni 2016 durch seine Aktion im Landtag von Baden-Württemberg bekannt, dem wegen Antisemitismusvorwürfen umstrittenen Fraktionskollegen Wolfgang Gedeon in einem T-Shirt mit der Aufschrift „I love Israel“ die Hand zu reichen. Während der Fraktionsspaltung von Juli bis Oktober 2016 gehörte Rottmann der Alternative für Baden-Württemberg (ABW) um Jörg Meuthen an.
Bei der Landtagswahl 2021 wechselte er den Wahlkreis und trat für die AfD im Wahlkreis Freiburg I an, verfehlte jedoch den Wiedereinzug in den Landtag.
Seit 2023 ist Rottmann Persönlicher Referent im Landtag von Baden-Württemberg und Kreissprecher der AfD Ulm/Alb-Donau.
Seit 2024 ist Rottmann Mitglied des Ulmer Gemeinderats.
Bei der Bundestagswahl 2025 kandidierte Rottmann im Bundestagswahlkreis Ulm, verfehlte jedoch den Einzug in den Bundestag.
Bei der Landtagswahl 2026 kandidiert Rottmann im Landtagswahlkreis Ulm und auf Platz 27 der AfD-Landesliste.

## Positionen
Rottmann bezeichnet sich selber als „engagierter Politiker, überzeugter Christ und Leseratte“ der „aus Liebe zu Deutschland“ zur Wahl zum 21. Deutschen Bundestag kandidiert. Er nennt Wirtschaft, Innere Sicherheit, Arbeitsmarkt und Sozialpolitik, Einwanderung und Asyl, Bildung sowie Familie als seine politischen Ziele und sieht die AfD „als Partei der Mitte“.
Im Landtagswahlkampf setzte Rottmann 2016 drei Themenschwerpunkte, erstens die Flüchtlingspolitik, zweitens den baden-württembergischen „Bildungsplan 2016“ und drittens die Energiewende mit einer jeweils kritischen Positionierung. Zur Flüchtlingspolitik sagte Rottmann der Stuttgarter Zeitung vor seiner Wahl, dass man momentan die Grenzen schließen müsse, da der „Massenansturm“ ansonsten noch anwachsen könne.